# Anomalon pabloi
Anomalon pabloi là một loài tò vò trong họ Ichneumonidae.